# ヘイリー・チェイス
ヘイリー・チェイス（Hayley Chase, 1991年8月16日 - ）は、アメリカ合衆国出身の女優である。

## 出演作品

### テレビ
- クリミナル・マインド FBI行動分析課
- クリミナル・マインド 特命捜査班レッドセル
- CSI:マイアミ
- HAWAII FIVE-0
- Dr.HOUSE
- ハンナ・モンタナ フォーエバー
- シークレット・アイドル ハンナ・モンタナ
- NCIS 〜ネイビー犯罪捜査班
- THE MENTALIST メンタリストの捜査ファイル